# 195600 Scheithauer
195600 Scheithauer este un asteroid din centura principală de asteroizi.

## Descriere
195600 Scheithauer este un asteroid din centura principală de asteroizi. A fost descoperit pe 15 mai 2002 la Observatorul Palomar de Maik Meyer. Asteroidul prezintă o orbită caracterizată de o semiaxă mare de 2,98 ua, o excentricitate de 0,07 și o înclinație de 9,7° în raport cu ecliptica.